# 핫 로드 (2007년 영화)
《핫 로드》(영어: Hot Rod)는 2007년 공개된 미국의 코미디 영화이다.

## 출연진
- 앤디 샘버그
- 요마 터코니
- 빌 헤이더
- 대니 맥브라이드
- 아일라 피셔
- 시시 스페이섹
- 이언 맥셰인
- 윌 아넷
- 크리스 파넬
- 마크 애치슨
- 앨빈 샌더스
- 어키바 섀퍼
- 브릿 어빈
- 앤드루 목섬
- 퀸스 오브 더 스톤 에이지